# Loxoconchella honoluliensis
Loxoconchella honoluliensis är en kräftdjursart som först beskrevs av Brady 1880.  Loxoconchella honoluliensis ingår i släktet Loxoconchella och familjen Loxoconchidae. Inga underarter finns listade i Catalogue of Life.